# Élection présidentielle sud-africaine de 1984
L'élection présidentielle sud-africaine de 1984 a consacré l'élection du Premier ministre sortant, Pieter Botha, à la fonction de président de l’État de la république d'Afrique du Sud. 

## Contexte
C'est la première élection présidentielle organisée en vertu de la nouvelle constitution sud-africaine de 1983. 
Selon cette dernière, le chef de l’État est élu par un collège électoral composé de membres du parti majoritaire dans chacune des chambres du nouveau parlement tricaméral. La fonction de premier ministre a été supprimée. 
Ces élections interviennent après les élections générales sud-africaines de 1984 qui ont permis la mise en place de 2 nouvelles chambres législatives au parlement sud-africain (la chambre des représentants et la chambre des délégués) tandis que la chambre de l'assemblée, élue en 1981, était reconduite. 

En fonction des partis politiques dominant dans chacune des 3 chambres du parlement, le collège électoral a été composé de 50 élus du Parti national issus de la chambre de l'assemblée, de 25 élus du Parti travailliste issus de la chambre des représentants et de 13 élus du National People's Party, issus de la chambre des délégués.

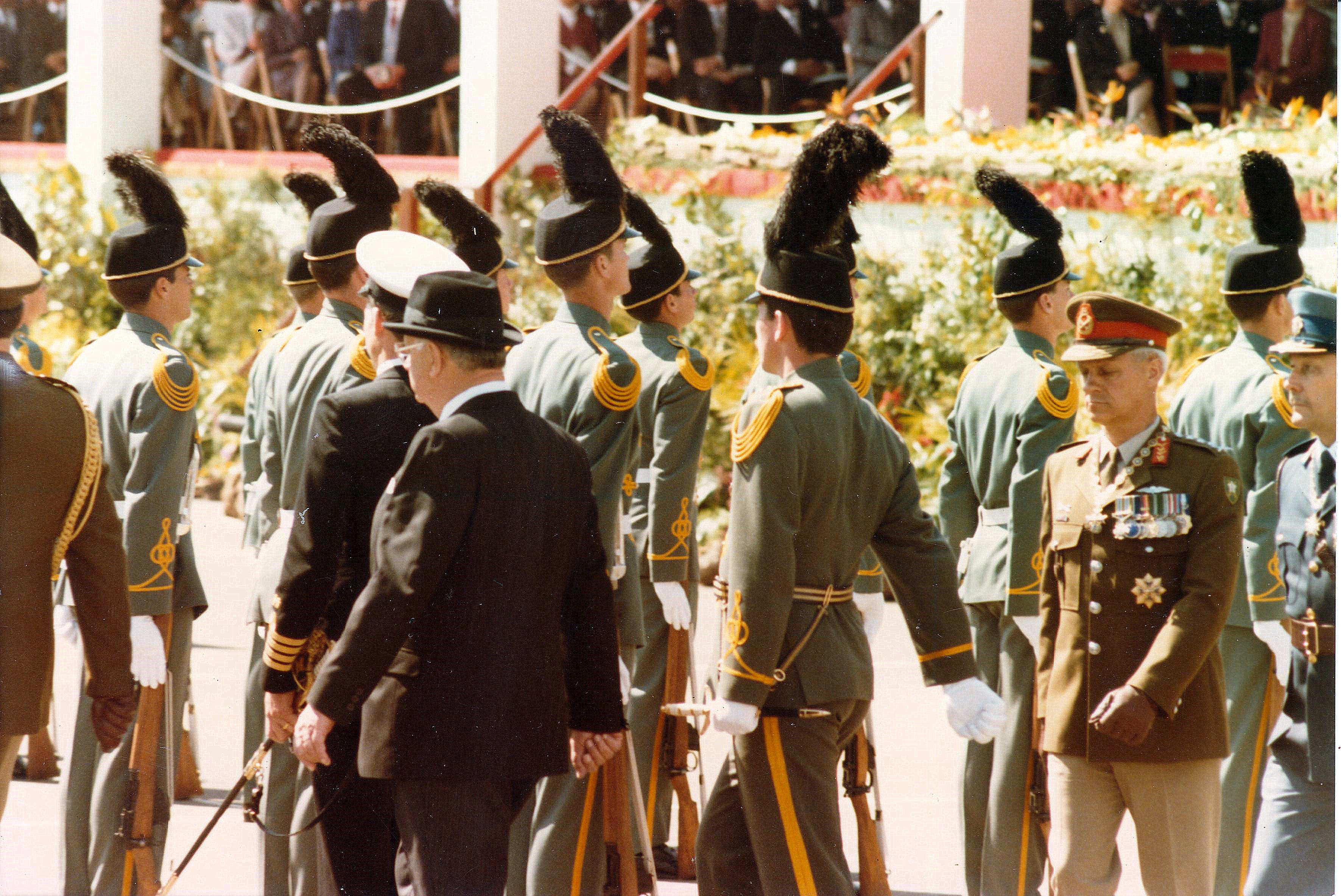
Investiture présidentielle de P.W. Botha en 1984. Le nouveau président sud-africain passe en revue la garde d'honneur accompagné par les chefs de l'armée sud-africaine dont le général Constand Viljoen, le chef d'état major des armées

## Élection par le collège électoral
À l’unanimité des membres du collège électoral (88 voix), Pieter Botha, premier ministre sortant et chef du Parti national, est élu aux fonctions de président de l’État de la république d'Afrique du Sud. Il est le premier chef d’État sud-africain à cumuler les fonctions de chef d’État et de chef de gouvernement. 
L'inauguration de son mandat de cinq ans, marquée par une cérémonie au parlement, a lieu au Cap le 14 septembre 1984. 